# William Hedges-White (3e comte de Bantry)
William Henry Hare Hedges-White, 3e comte de Bantry (10 novembre 1801 - 15 janvier 1884), est un pair conservateur anglo-irlandais.

## Biographie
Il est le deuxième fils de Richard White (1er comte de Bantry) et Margaret Anne Hare. En 1840, il prend le nom additionnel de Hedges après avoir hérité des terres de son grand-oncle, Robert Hedges Eyre. Il est shérif du comté de Cork en 1848. Il succède à son frère aîné comme comte de Bantry après sa mort en 1868. Le 6 juillet 1869, il est élu comme pair représentant irlandais et prend son siège à la Chambre des lords.
Le 16 avril 1845, il épouse Jane Herbert et ils ont six enfants. Sa fille Olivia Charlotte épouse Arthur Guinness. Il meurt en 1884 et son fils unique, William Hedges-White, lui succède.